# Cucumis prophetarum
Concombre du prophète
Espèce
Classification phylogénétique
Cucumis prophetarum est une espèce de plantes à fleurs de la famille des Cucurbitaceae.
Elle est appelée « Concombre du prophète » ou « concombre des chiens » en arabe.
Elle est originaire des régions tropicales d'Afrique et de la péninsule arabique jusqu'en Inde.

## Fruit
Le fruit de ce concombre est de couleur jaune. La peau qui protège une pulpe gélatineuse contenant les graines, est parsemée d'épines évoquant celles de la bogue du marron d'Inde.
Il mesure de 10 à 25 cm.

## Habitat
Zones semi-désertiques

## Utilisations
Il ne faut la confondre avec d'autres espèces proches ou variétés dont les fruits sont, eux, comestibles.

### Toxicité
A l'état naturel, ce fruit contient des cucurbitacines (isocucurbitacine - dihydrocucurbitacine) qui le rend très amer. Ces composés sont toxiques pour les mammifères. Ils sont susceptibles de provoquer des vomissements, coliques et fortes diarrhées. 

## Sous-espèces
- Cucumis prophetarum subsp. dissectus (Naudin) C.Jeffrey[3]
- Cucumis prophetarum subsp. prophetarum